# Apple Card
Apple Card — это кредитная карта, выпущенная Apple, в основном для использования с Apple Pay.
Карта была анонсирована на специальном мероприятии Apple 25 марта 2019 года. Платежная карта стала доступна летом 2019 года.
Сообщается, что карта будет действовать только на территории США.

## Преимущества
Карта имеет 3 % кэшбека «Daily Cash» за каждую покупку в сервисах Apple, 2 % за каждую покупку, совершенную через Apple Pay, и 1 % при использовании физической карты.

## Конфиденциальность
На iPhone для Apple Card создается уникальный номер карты, который хранится в специальном чипе безопасности, используемом Apple Pay. Каждая покупка безопасна, потому что она авторизована с помощью Face ID либо Touch ID и одноразового уникального динамического кода безопасности. Уникальная архитектура безопасности и конфиденциальности, созданная для Apple Card, означает, что Apple не знает, где покупатели делали покупки, что они купили или сколько заплатили. Также сообщается, что данные о покупках и балансе не будут переданы третьим лицам.

## Партнерство
Apple сотрудничает с Goldman Sachs и Mastercard, чтобы обеспечить поддержку банка-эмитента и глобальной сети платежей.

## Физическая карта
Apple также разработала титановую Apple Card для покупок в местах, где Apple Pay еще не принимается к оплате. На карте не указан её номер, код безопасности, срок действия и подпись владельца.